# Кубок Німеччини з футболу 1968
Кубок Німеччини з футболу 1968 — 25-й розіграш кубкового футбольного турніру в Німеччині, 16 кубковий турнір на території Федеративної Республіки Німеччина після закінчення Другої світової війни. У кубку взяли участь 32 команди. Переможцем кубка Німеччини вперше став Кельн.

## Перший раунд
| Команда 1                   | Рахунок | Команда 2                     |
| --------------------------- | ------- | ----------------------------- |
| 27 січня 1968               |         |                               |
| Боруссія (Нойнкірхен)       | 2:3     | Айнтрахт (Брауншвейг)         |
| Баєр 04 (2)                 | 0:2     | Нюрнберг                      |
| Рехлінг (Фельклінген) (2)   | 4:2     | Вердер                        |
| Герта (Західний Берлін) (2) | 1:0 дч  | Гамбург                       |
| Бохум (2)                   | 3:2     | Карлсруе СК                   |
| Гомбург-Саар (2)            | 1:4     | Кельн                         |
| Армінія (Білефельд) (2)     | 0:1     | Шальке 04                     |
| Байєрн (Гоф) (2)            | 0:1     | Боруссія (Менхенгладбах)      |
| Швайнфурт (2)               | 1:2 дч  | Айнтрахт (Франкфурт-на-Майні) |
| Любек (2)                   | 0:1     | Мюнхен 1860                   |
| Пройсен Мюнстер (2)         | 2:1     | Алеманія (Аахен)              |
| Штутгарт                    | 1:0     | Кайзерслаутерн                |
| Дуйсбург                    | 4:1     | Ганновер 96                   |
| Ян (Регенсбург) (2)         | 1:4 дч  | Баварія (Мюнхен)              |
| 28 січня 1968               |         |                               |
| Ольденбург (2)              | 2:3     | Боруссія (Дортмунд)           |
| 7 лютого 1968               |         |                               |
| Ройтлінген-1905 (2)         | 7:1     | Ітцехор (2)                   |

## Другий раунд
| Команда 1                      | Рахунок | Команда 2                     |
| ------------------------------ | ------- | ----------------------------- |
| 22 лютого 1968                 |         |                               |
| Баварія (Мюнхен)               | 3:1     | Дуйсбург                      |
| 24 лютого 1968                 |         |                               |
| Бохум (2)                      | 2:1     | Штутгарт                      |
| Ройтлінген-1905 (2)            | 1:3     | Боруссія (Дортмунд)           |
| Шальке 04                      | 2:3     | Айнтрахт (Брауншвейг)         |
| Нюрнберг                       | 4:0     | Пройсен Мюнстер (2)           |
| Герта (Західний Берлін) (2)    | 2:1     | Рехлінг (Фельклінген) (2)     |
| Мюнхен 1860                    | 2:4     | Боруссія (Менхенгладбах)      |
| 12 березня 1968                |         |                               |
| Кельн                          | 1:1 дч  | Айнтрахт (Франкфурт-на-Майні) |
| 19 березня 1968 (перегравання) |         |                               |
| Айнтрахт (Франкфурт-на-Майні)  | 0:1     | Кельн                         |

## Чвертьфінали
| Команда 1                     | Рахунок | Команда 2                   |
| ----------------------------- | ------- | --------------------------- |
| 10 квітня 1968                |         |                             |
| Боруссія (Дортмунд)           | 2:1     | Герта (Західний Берлін) (2) |
| Баварія (Мюнхен)              | 2:1     | Нюрнберг                    |
| 11 квітня 1968                |         |                             |
| Бохум (2)                     | 2:0     | Боруссія (Менхенгладбах)    |
| Айнтрахт (Брауншвейг)         | 1:1 дч  | Кельн                       |
| 23 квітня 1968 (перегравання) |         |                             |
| Кельн                         | 2:1     | Айнтрахт (Брауншвейг)       |

## Півфінали
| Команда 1      | Рахунок | Команда 2           |
| -------------- | ------- | ------------------- |
| 3 травня 1968  |         |                     |
| Кельн          | 3:0     | Боруссія (Дортмунд) |
| 15 травня 1968 |         |                     |
| Бохум (2)      | 2:1     | Баварія (Мюнхен)    |

## Фінал
| 9 червня 1968 16:00 (CET) |

| Кельн                                         | 4:1      | Бохум (2)   |
| --------------------------------------------- | -------- | ----------- |
| Яблонський 22' (автогол) Рюль 38' 57' Лер 70' | Протокол | Беттхер 37' |

| Зюдвестштадіон, Людвігсгафен-на-Рейні Глядачів: 60 000 Арбітр: Карл Рігг |